# Квінсі (Флорида)
Квінсі (англ. Quincy) — місто (англ. city) в США, в окрузі Гедсден штату Флорида. Населення — 7970 осіб (2020).

## Географія
Квінсі розташоване за координатами 30°34′44″ пн. ш. 84°35′2″ зх. д. / 30.57889° пн. ш. 84.58389° зх. д. (30.578771, -84.583999). За даними Бюро перепису населення США в 2010 році місто мало площу 20,51 км², з яких 20,48 км² — суходіл та 0,04 км² — водойми. В 2017 році площа становила 30,08 км², з яких 30,04 км² — суходіл та 0,04 км² — водойми.

### Клімат
| Клімат : Квінсі       | Клімат : Квінсі | Клімат : Квінсі | Клімат : Квінсі | Клімат : Квінсі | Клімат : Квінсі | Клімат : Квінсі | Клімат : Квінсі | Клімат : Квінсі | Клімат : Квінсі | Клімат : Квінсі | Клімат : Квінсі | Клімат : Квінсі | Клімат : Квінсі |
| Показник              | Січ.            | Лют.            | Бер.            | Квіт.           | Трав.           | Черв.           | Лип.            | Серп.           | Вер.            | Жовт.           | Лист.           | Груд.           | Рік             |
| Середній максимум, °C | 17,8            | 19,4            | 23,3            | 26,1            | 30,0            | 32,2            | 32,8            | 32,2            | 31,1            | 27,2            | 22,8            | 18,9            | 26,2            |
| Середній мінімум, °C  | 4,4             | 5,6             | 8,9             | 11,1            | 16,1            | 20,0            | 21,7            | 21,1            | 18,9            | 13,9            | 9,4             | 5,6             | 13,1            |
| Норма опадів, мм      | 122             | 125             | 149             | 93              | 128             | 150             | 187             | 172             | 105             | 104             | 89              | 96              | 1521            |
| --------------------- | --------------- | --------------- | --------------- | --------------- | --------------- | --------------- | --------------- | --------------- | --------------- | --------------- | --------------- | --------------- | --------------- |
| Джерело: Weatherbase  |                 |                 |                 |                 |                 |                 |                 |                 |                 |                 |                 |                 |                 |

## Демографія
Згідно з переписом 2010 року, у місті мешкали 7972 особи в 2768 домогосподарствах у складі 1882 родин. Густота населення становила 389 осіб/км². Було 3169 помешкань (154/км²).
Расовий склад населення:
| - 64,4 % — чорних або афроамериканців - 23,4 % — білих - 0,7 % — азіатів - 0,6 % — корінних американців - 0,1 % — вихідців з тихоокеанських островів - 9,5 % — осіб інших рас |

До двох чи більше рас належало 1,4 %. Частка іспаномовних становила 13,9 % від усіх жителів.
За віковим діапазоном населення розподілялося таким чином: 26,3 % — особи молодші 18 років, 61,6 % — особи у віці 18—64 років, 12,1 % — особи у віці 65 років та старші. Медіана віку мешканця становила 33,5 року. На 100 осіб жіночої статі у місті припадало 97,0 чоловіків; на 100 жінок у віці від 18 років та старших — 96,2 чоловіків також старших 18 років.
Середній дохід на одне домашнє господарство становив 46 200 доларів США (медіана — 33 331), а середній дохід на одну сім'ю — 53 525 доларів (медіана — 41 241). За межею бідності перебувало 27,7 % осіб, у тому числі 36,3 % дітей у віці до 18 років та 18,1 % осіб у віці 65 років та старших.
Цивільне працевлаштоване населення становило 2609 осіб. Основні галузі зайнятості: освіта, охорона здоров'я та соціальна допомога — 32,3 %, публічна адміністрація — 14,4 %, роздрібна торгівля — 10,1 %, науковці, спеціалісти, менеджери — 8,8 %.